# Szamosi János
Szamosi János (Kolozsvár, 1840. április 18. – Kolozsvár, 1909. április 27.) bölcseleti doktor, egyetemi tanár, udvari tanácsos.

## Élete
Gimnáziumi tanulmányait szülővárosában, az egyetemieket Bécsben végezte. 1861-ben helyettes, 1863-ben a megszerzett oklevél alapján rendes tanár lett a budai (egyetemi) főgimnáziumban és ott működött 1872 októberig. 1864-ben Mayer családi nevét Szamosira változtatta. 1870-ben a pesti egyetem magántanára lett a görög irodalom történetéből. 1871-ben államköltségen kiküldötték Németországba, hogy az ottani filológiai szemináriumokat tanulmányozza. 1872-ben az újonnan felállított kolozsvári egyetem rendes tanárává nevezték ki a klasszika-filológiai tanszékre, 1873-tól egyszersmind a középiskolai tanárképző intézet igazgató-tanára, 1887-től az országos középiskolai tanárvizsgáló bizottság alelnöke, 1889-tól pedig elnöke volt. 1880-ban tiszteleti-bölcseletdoktori oklevelet kapott. 1892-ben tanulmányútat tett Olaszországban, 1896-ban az országos közoktatási tanács tagjává neveztetett ki.
Az 1874–75-ös  és az 1885–86-os években a bölcsészeti kar  dékánja,  1886–87-ben pedig az egyetem rektora volt.
Hivatalos működésén kívül az egyesületi téren fejtett ki tevékenységet. Nagy része volt az országos középiskolai tanáregyesület és a budapesti filológiai társaság megalapításában. 1879-től tiszteleti titkára volt az erdélyi római katolikus státus igazgató-tanácsának, alelnöke az erdélyi irodalmi társulatnak, 1887-ben elnöke lett az Erdélyi Múzeum-egylet bölcselet, nyelv- és természettudományi szakosztályának. 1898. november 9-től az Erdélyi Múzeum-egylet alelnöke volt.
Írt a következő hírlapokba és folyóiratokba: Kritikai Lapok (1862), Kalauz (1865), Tanodai Lapok (1865), Erdélyi Múzeum (1874-75., 1877., 1879-80.), Országos Tanáregylet Közlönye (1867., 1869., 1871-72., 1874-75., 1877-78., 1882-83.), Irodalmi Értesítő (1874), Kelet (1875-81), Egyetemes Philologiai Közlöny (1877), Erdélyi Figyelő (1880), Kolozsvári Közlöny (1882-85), Erdélyi Múzeum (1880. Sophokles a magyar irodalomban, 1893. Egy régi görög álmoskönyv, 1895. A nők az ó-kori görögöknél, A nők a régi görög irodalomban, 1897. Pompejiről); Kolozsvári Lapok (1899. 14. sz. Petőfi költészete)  stb. A Felső oktatásügy Magyarországon című munkájában (1896) megírta a kolozsvári magyar királyi középiskolai tanárképző rövid történetét.

## Munkái
- Tirocinium poeticum. Bevezetésül a latin költők olvasásához. Siebelis nyomán. Bpest, 1871. (2. kiadás 1874., 3. k. 1879. 4. k. 1883. Uo.).
- A nő jellemek Sophokles tragoediáiban. Kolozsvár, 1875.
- Demosthenes, Görögország legnagyobb szónoka. Uo. 1875.
- «A classica philologia történelme hazánkban» cz. mű előzetes ismertetése. Uo. 1875.
- Plato Critója. Bpest, 1877.
- Szemelvények görög remekírókból. Uo. 1877.
- Szepesi Imre Görög nyelvtana 7. kiadása teljesen átdolgozva. Uo. 1878.
- Az ausztriai egyetemek haladása tíz év alatt (1868-1877.) és egy pillantás a magyar egyetemekre. Kolozsvár, 1879. (Különnyomat az Erdélyi Múzeumból).
- Plato, Socrates védelme és Critója. Bpest, 1880.
- Görög nyelvtan. Bpest, 1881., 1883. Két rész. (I. 2. jav. kiadás 1885., 3. rövidített kiadás Uo. 1889. Ism. 1891. Tanáregyl. Közlönye, Philologiai Közlöny, 4. k. 1902., 5. átdolg. k. 1905. Uo.).
- Görög olvasókönyv a gymnasium V. osztálya számára. Uo. 1882. (2. jav. kiadás 1885., 3. k. 1900. Uo.).
- Szemelvény Platón műveiből. Uo. 1883.
- Latin nyelvtan. Uo. 1884., 1886. Két rész. (2. röv. k. 1895., 3. rövidített kiadás 1896., 4. átdolg. kiadás 1902. Uo.).
- Latin olvasókönyv. Uo. 1885. (2. kiadás 1890., 3. k. 1896., 4. k. 1904., 5. k. 1907. Uo.).
- A középiskolai tanárok képzéséről. Kolozsvár, 1887. (Rektori székfoglaló).
- Az erdélyi múzeum-egylet történelmére való visszatekintés. Megnyitó beszéd. Uo. 1888. (Különny. a Kolozsvárból).
- Jegyzetek Platon műveiből való Szemelvényhez. Bpest, 1889.
- Egy római költő (Catullus) életéből. Kolozsvár 1894.
- A doctor czím használata. Uo. 1904. (Schneller István tanárral együtt).

Szerkesztette a Budapesti Tanáregylet Közlönyét kezdetben mint segédszerkesztő, utóbb egyedül 1867-68. márciusig; az Országos Középiskolai Tanáregylet Közlönye I-V. évfolyamát 1868. március 12-től 1872. október 8-ig (melyben sok cikke jelent meg Sz. G. aláírással).

## Álneve
Non quis? sed quid? (a Tanáregyesület Közlönyében és a kolozsvári Keletben).